# Trattato di Cristburgo
Il trattato di Cristburgo (la moderna Dzierzgoń in Polonia) fu un accordo di pace stipulato il 2 febbraio 1249 tra i gruppi prussiani pagani, rappresentati da un legato pontificio, e i cavalieri teutonici. Si fa spesso riferimento ad esso come atto che chiuse ufficialmente la prima rivolta prussiana, nonostante questo trattato non fu mai onorato o applicato, specialmente dopo la battaglia di Krücken alla fine del 1249: Nel corso di questo scontro, i prussiani massacrarono e torturarono a morte 54 cavalieri che erano stati fatti prigionieri.
Il trattato garantiva maggiori diritti a tutti i locali che si convertivano al cristianesimo, senza però far riferimento ad aspetti extra-religiosi per il ripristino della pace: molti prussiani non intendevano infatti convertirsi e i cavalieri decisero di portare avanti la propria crociata. Si tratta di uno dei pochi documenti del periodo che sopravvive per intero fino ai giorni nostri e fornisce un quadro chiaro della realtà e delle tensioni religiose nella Prussia pagana. Offre anche un piccolo assaggio della mitologia e delle tradizioni autoctone.

## Contesto storico
Nel 1230 i cavalieri teutonici, un ordine religioso cavalleresco, si stabilirono nella terra di Chełmno e avviarono, col consenso della Santa Sede, una crociata contro i prussiani pagani; entro il 1242, cinque delle sette principali tribù prussiane si erano arrese ai cavalieri. Per via di una serie di motivazioni legate alle continue lotte e alle vessazioni subite dagli autoctoni, si scatenò nel 1242 una rivolta quando i pruzzi strinsero un'alleanza con Świętopełk II di Pomerania, un duca polacco già in conflitto con i tedeschi per delle dispute di successione in Pomerania. All'inizio, i rivoltosi riportarono diversi successi, costringendo gli occupanti a rintanarsi nei cinque castelli più fortificati che erano rimasti in loro possesso. Con il propagarsi del conflitto, l'Ordine surclassò Świętopełk in varie occasioni e lo costrinse a una pace. Nuovi rinforzi, come aveva auspicato il pontefice, giunsero dalla Germania per aiutare i Cavalieri e alla fine la rivolta fu soggiogata.

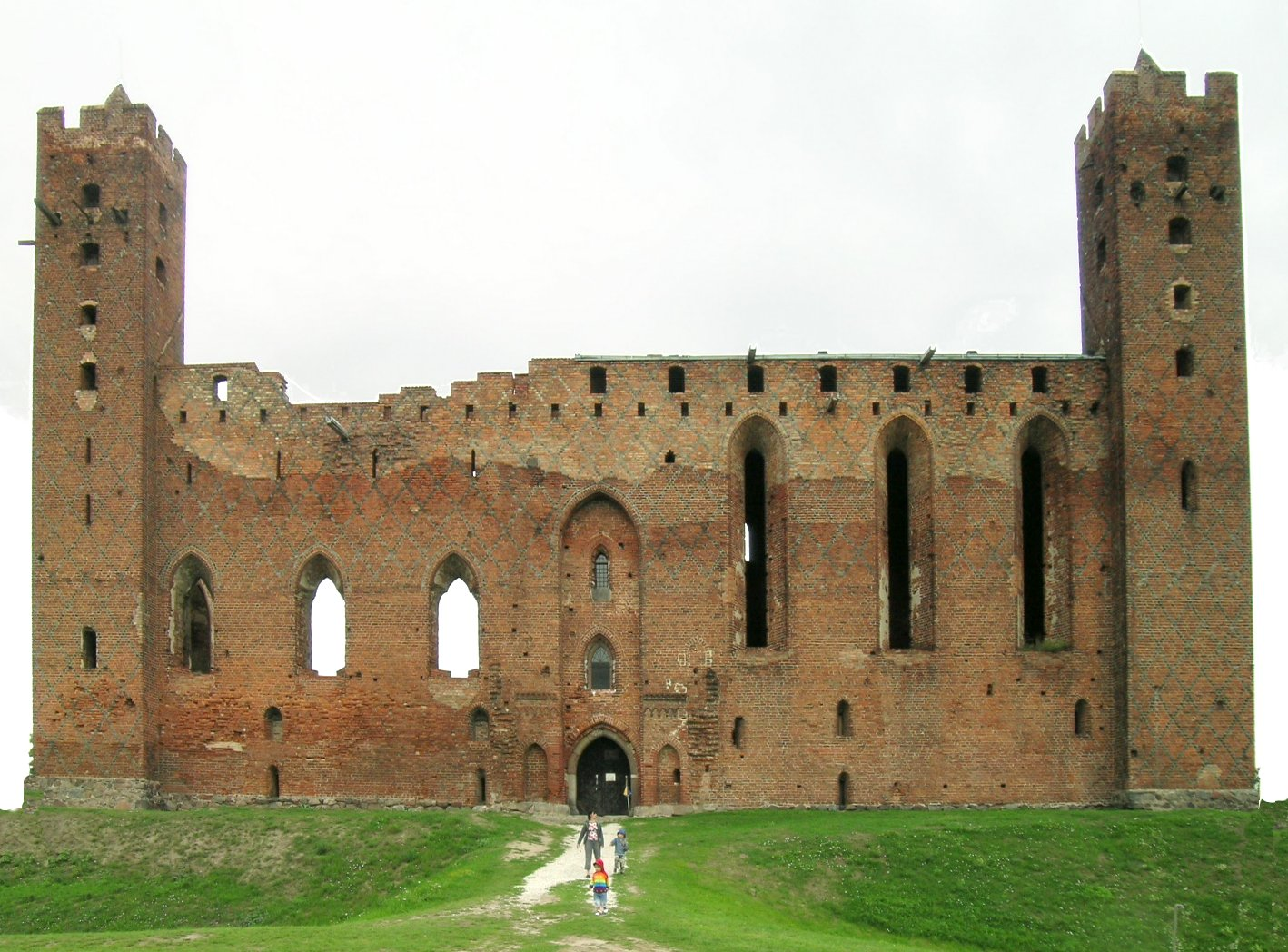
Rovine del castello teutonico di Rehden (oggi Radzyń Chełmiński). Era uno dei cinque castelli non catturati dai prussiani

Nel 1246, Innocenzo IV aveva nominato il suo cappellano, Jacques Pantaléon, il futuro papa Urbano IV, per mediare nel conflitto e produrre un trattato di pace. Tuttavia, questi non riuscì a ottenere risultati significativi fino al 1248. A settembre, Świętopełk accettò una tregua e firmò il trattato di pace finale il 24 novembre 1248. I prussiani, privi del loro maggiore sostenitore, dovettero riprendere i negoziati. Poiché il papa considerava la sua autorità sui prussiani, il suo legato sottoscrisse il trattato a nome suo e a nome degli autoctoni. Sebbene solo i pomesani avessero accettato l'intesa, il testo fu firmato anche in vece dei varmiani e dei natangi a Cristburgo (oggi Dzierzgoń), un insediamento costruito dall'Ordine teutonico sul sito di un'importante fortezza pomesana espugnata alla vigilia di Natale del 1247.

## Termini
Il preambolo del testo sottolineava che i cavalieri teutonici avevano infranto le loro promesse ai papi precedenti di rispettare i locali appena convertiti e garantire la loro libertà. Il trattato non affrontava la spinosa situazione politica, ma garantiva solo i diritti personali dei convertiti e chiedeva ad altri di abbracciare il cristianesimo, acquisendo a seguito della conversione la facoltà di ereditare, acquisire e scambiare beni immobili e mobili. Le vendite dei primi erano possibili solo tra persone della stessa etnia, ma i cavalieri avevano diritto a imporre una piccola tassazione sul ricavato. Tale disposizione cercava di impedire al venditore di spostarsi altrove nella regione, magari al di fuori del territorio sotto la gestione dei cristiani. La proprietà poteva essere lasciata in eredità non solo ai figli, come in precedenza, ma anche alle figlie e ad altri parenti. La certosina attenzione prestata ai diritti reali fa immaginare che i cavalieri la stessero spesso violando. Ai convertiti venne anche promessa l'opportunità di diventare sacerdoti o monaci, mentre chi aveva nobili origini poteva persino aspirare a diventare un cavaliere. I convertiti possedevano inoltre il diritto di intentare causa e di essere citati in giudizio nei tribunali secolari e religiosi secondo la legge polacca. I diritti furono garantiti solo fintanto che il soggetto osservasse i riti cristiani e non commettesse peccato, disposizione abbastanza vaga che offriva sufficienti possibilità di abuso da parte dei cavalieri.
Ai pruzzi fu proibita la poligamia e i soli matrimoni legittimi erano considerati quelli tenutisi in chiesa. La vendita o l'acquisto di donne in matrimonio era vietata, così come lo era sposare una matrigna, una cognata o una moglie di parenti deceduti entro quattro generazioni.
Anche alcuni altri rituali pagani furono espressamente vietati: il culto di Curche, il dio del raccolto e del grano; quelli compiuti dai sacerdoti pagani (Tulissones vel Ligaschones), responsabili dell'esecuzione di alcuni riti funerari; la cremazione dei morti con cavalli, persone, armi o qualsiasi altro bene.
Ai prussiani fu richiesto di costruire e rifornire di terra, bestiame e altre necessità tredici chiese in Pomesania, sei in Varmia e tre in Natangia entro un anno e mezzo. Le chiese avrebbero dovuto essere così belle che i pagani dovevano pregarvi lì anziché nelle foreste. I locali dovevano inoltre pagare una decima annuale di grano e partecipare alle campagne teutoniche armate con le proprie armi provvedendo da sé a portare del cibo. Le alleanze in funzione anti-cristiana erano proibite.

## Conseguenze
Poiché il trattato non interessava a coloro che non desideravano convertirsi, presto i combattimenti ripresero. Nel novembre 1249, i cavalieri teutonici subirono una grande sconfitta a Krücken (oggi Kamenska, nell'Oblast' di Kaliningrad), che fece guadagnare ai pruzzi la reputazione di popolazione "incivile e senza onore". Świętopełk offrì il suo supporto e solo nel 1253 i focolai si spensero: tale insurrezione prende il nome di prima rivolta, per distinguerla da quella, di portata molto maggiore, durata dal 1260 al 1274. Il trattato finì nell'oblio, ma oggi assume interesse dal punto di vista storiografico.